# Bogdaniec (Lubusz)
Bogdaniec (Duits: Dühringshof) is een dorp in het Poolse woiwodschap Lubusz, in het district Gorzowski. De plaats maakt deel uit van de gemeente Bogdaniec en telt 1100 inwoners.

## Verkeer en vervoer

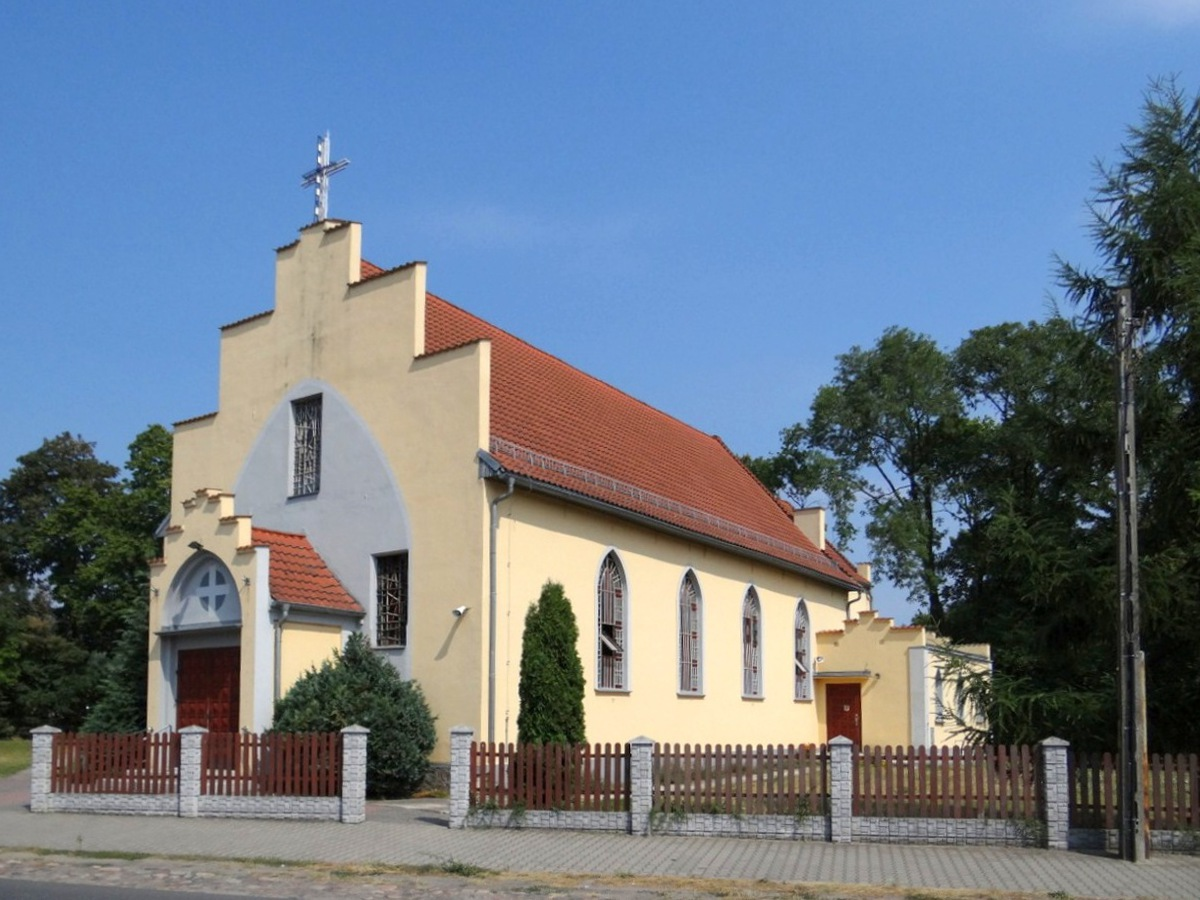
Sint Johannes de Doperkerk

- Station Bogdaniec